# Artur Jasiński
Artur Jasiński (ur. 1956) – polski architekt. 

## Życiorys
Absolwent Wydziału Architektury Politechniki Krakowskiej. Praktyka zawodowa w biurach projektów w Polsce, Kuwejcie, Indiach i Wielkiej Brytanii. W latach 1991- 2001 partner i wicedyrektor biura architektonicznego DDJM w Krakowie. Od 2002 własne, autorskie biuro projektowe. W latach 2003–2006 Wiceprezes Zarządu Krakowskiego Oddziału SARP. Od 2004 roku prowadzi zajęcia z projektowania architektonicznego (klasa mistrzowska) na Wydziale Architektury i Sztuk Pięknych Uniwersytetu Andrzeja Frycza Modrzewskiego w Krakowie, od 2013 roku profesor tej uczelni.
Autor lub współautor między innymi zespołu biurowego Bonarka 4 Business, Centrum Sportowego w Wieliczce, oddziału Banku Handlowego w Krakowie, Centrum Biurowego Lubicz, budynków biurowych firmy Zasada i Galileo, wysokiego budynku mieszkalnego przy ulicy Kijowskiej, budynków Sądów Okręgowych w Olkuszu i w Świdniku, Parku Technologicznego w Nowym Sączu.

## Nagrody i wyróżnienia

### W konkursach architektonicznych i urbanistycznych
- 1992		koncepcja trasy W-Z w centrum Lublina - konkurs SARP – I nagroda
- 1995		budynek Oddziału Banku BPH w Opolu i wielopoziomowego parkingu – I nagroda
- 2003		Zespół sportowo-dydaktyczny w Wieliczce – I nagroda
- 2004		Rozbudowa i przebudowa Sądu Rejonowego w Olkuszu – I nagroda
- 2004 Sąd Rejonowy i Prokuratura w Świdniku – I nagroda
- 2005		Galeria handlowa Nowe Miasto w Rzeszowie – II nagroda
- 2006-07 Muzeum Sztuki Nowoczesnej w Warszawie – wyróżnienie w konkursie - w zespole autorskim z arch. Jun Aoki (Japonia)
- 2007	        Gmach Muzeum Śląskiego w Katowicach – III nagroda
- 2008	        Hala sportowa 100-lecia klubu Cracovia przy ul. Focha w Krakowie – II nagroda
- 2008	        Centrum Hotelowo-Rekreacyjne Cracovia, przy ul. 3 Maja  w Krakowie – II nagroda
- 2008            Centrum Obsługi Inwestora w Krakowie, przy ul. Centralnej – II nagroda
- 2009	        Park Technologiczny Miasteczko Multimedialne w Nowym Sączu – I nagroda
- 2009	        Centrum Administracyjne (Ratusz) w Rzeszowie – III nagroda
- 2010           Zakład Termicznego Przetwarzania Odpadów Komunalnych w Krakowie – II nagroda
- 2012           Ambasada RP w Berlinie – II nagroda z Romualdem Loeglerem

### Za pracę zawodową i społeczną
- 1990	        Nagroda II stopnia Ministra Gospodarki Przestrzennej i Budownictwa za wybitne osiągnięcia twórcze w dziedzinie architektury za budynek plombowy przy ulicy Jakuba w Krakowie (z Wojciechem Oktawcem)
- 1991	Złota Honorowa Odznaka SARP
- 1995	        Nagroda SARP „Projekt Roku 1995” za realizację supermarketu KrakChemia (z zespołem autorskim biura DDJM)
- 1997		Nagroda SARP „Projekt Roku 1997” za realizację Banku Handlowego (z zespołem autorskim biura DDJM)
- 1998	        Nagroda III stopnia Ministra Spraw Wewnętrznych i Administracji za wybitne osiągnięcia twórcze w dziedzinie architektury za zrealizowany projekt Banku Handlowego w Krakowie (z zespołem autorskim biura DDJM)
- 1999     	Nagroda główna w konkursie „Życie w architekturze” za najlepszą realizację Krakowa w latach 1989-1999, w kategorii budynków użyteczności publicznej, za projekt oddziału krakowskiego BHW (z zespołem autorskim biura DDJM)
- 1999	        Nagroda główna w konkursie „Życie w architekturze” za najlepszą realizację Krakowa w latach 1989-1999, w kategorii domy wielorodzinne, za „Dom pod Żaglami” (z zespołem autorskim biura DDJM)
- 2001	        Krakowska Nagroda SARP za twórczość architektoniczną - zespołowa dla biura DDJM
- 2003	        Nagroda Oddziału Krakowskiego SARP - "Projekt Roku 2002 - mała forma architektoniczna" - za szeregowy budynek jednorodzinny przy ul. Słonecznikowej w Krakowie
- 2011 	I nagroda w konkursie „Kryształowa Cegła” za budynek Sądu Okręgowego Lublin - Wschód z siedzibą w Świdniku
- 2012           Nagroda w konkursie artURBANICA 2012, za najlepszą przestrzeń publiczną przyznaną projektowi Bonarka 4 Business